# Estrator
Estrator (em grego: στράτωρ; romaniz.: strator), derivado da palavra latina sternere ("espalhar", ou seja, feno, palha), foi um título militar romano e bizantino aproximadamente equivalente a cavalariço. Na Idade Média o título reapareceu na Europa Ocidental a partir de meados do século VIII sob influência bizantina. Em 1402, no reino do Chipre, a variante estarator (starator) é identificada.
O estrator (em fontes narrativas gregas muitas vezes é substituído com o equivalente grego hipócomo) foi tipicamente um soldado, às vezes até um centurião, que foi escolhido entre as fileiras para agir como cavalariço para um oficial superior ou oficial civil. Suas tarefas incluíam atendimento e até aquisição de cavalos, e a supervisão do estábulo. No Império Romano, os estratores da corte imperial formavam um corpo distinto, a Escola dos Estratores (Schola Stratorum), chefiada pelo Conde do estábulo (em latim: comes stabuli), e posteriormente, no período bizantino, por um protoestrator (em grego: πρωτοστράτωρ; "primeiro estrator"). Na administração provincial, estratores mais velhos eram escolhidos pelos centuriões, por exemplo, e eram tipicamente membros do grupo de governadores romanos e, por sua vez, dirigiam os estratores mais novos.
No Império Bizantino, o título foi mais geralmente usado como uma dignidade honorífica para funcionário civis e militares de nível médio do século  VIII em diante, o que levou aos cavalariços reais da corte imperial a distinguirem-se como "estratores do stratorikion imperial". A dignidade de estrator foi destinadas aos "homens barbudos" (ou seja, não-eunucos), e foi conferida pela atribuição da insígnia (dia brabeiou axia), neste caso de um chicote de ouro com joias. Sua classificação é relativamente baixa na hierarquia imperial: no Cletorológio de 899, ele ocupa o sexto lugar na parte inferior, acima do candidato e abaixo do hípato.